# شارفیمیزدو
شارفیمیزدو (به مجاری:  Sárfimizdó) یک شهرداری در مجارستان است که در واش واقع شده‌است. شارفیمیزدو ۷٫۴۶ کیلومتر مربع مساحت و ۹۷ نفر جمعیت دارد.